# 엘레오노라 로시 드라고
엘레오노라 로시 드라고(Eleonora Rossi Drago, 1925년 9월 23일 ~ 2007년 12월 2일)는 이탈리아의 배우이다.

## 출연 작품
- 까멜 (1969)
- 20살의 사랑 (1962)
- 검은 영혼 (1962)
- 피전 슛 (1961)
- 독신 아파트 (1960)
- 다윗과 골리앗 (1960)
- 형사 (1959)
- 이어 롱 로드 (1958)
- 여자 친구들 (1955)
- 온 트리얼 (1954)